# Расселл, Генри Норрис
Ге́нри Но́ррис Ра́сселл (или Рассел ; или Рессел; англ. Henry Norris Russell; 25 октября 1877[…], Ойстер-Бей, Нью-Йорк — 18 февраля 1957, Принстон, Нью-Джерси) — американский учёный-астроном, астрофизик, разработавший одну из первых теорий эволюции звёзд, определил содержание химических элементов в атмосфере Солнца, получил оценки содержания химических элементов во Вселенной, занимался исследованием связи между спектрами звезд и их светимостью.

## Биография
В 1900 году окончил Принстонский университет.
C 1903 по 1905 год проходил стажировку в Кембриджской обсерватории.
В 1905 году стал преемником Янга в Принстоне.
С 1912 по 1947 год — директор астрономической обсерватории Принстонского университета.
С 1947 по 1952 год работал в Гарвардской обсерватории.
Член Национальной академии наук США (1918), иностранный член Лондонского королевского общества (1937).

## Научные достижения
В 1913 году независимо от датского астронома Э. Герцшпрунга построил диаграмму, связывающую эти характеристики (диаграмма Герцшпрунга — Рассела).
В 1913—1914 годах сформулировал концепцию звездной эволюции, согласно которой основным источником энергии звезды является её гравитационное сжатие. К середине 1920-х годов Расселл пересмотрел свою теорию, предположив существование у звезд иных источников энергии. Ход эволюции определялся непрерывным изменением плотности звезды: от красных гигантов по ветви гигантов к звездам спектральных классов А и В (разогрев), затем по ветви карликов через звезды типа Солнца к красным карликам (остывание). В 1925 году награждён Медалью Кэтрин Брюс.

## Память
- В честь Г. Н. Расселла была названа малая планета (1762) Расселл, открытая 8 октября 1953 года в обсерватории им. Гёте Линка и кратер на видимой стороне Луны.
- Американское астрономическое общество в качестве своей наиболее почётной награды учредило Лекцию Генри Норриса Расселла.